# RIDE ON TIME (山下達郎の曲)
『RIDE ON TIME』（ライド・オン・タイム）は、山下達郎の通算6作目および通算37作目のシングル。1980年5月1日と2003年2月19日にそれぞれ発売された。

## 解説
「RIDE ON TIME」はシングルとしてリリースされ、後に同名アルバム『RIDE ON TIME』に収録されたが、アルバム収録に際し再レコーディングされている。シングル・ヴァージョンはベスト・アルバム『GREATEST HITS! OF TATSURO YAMASHITA』とオールタイム・ベスト『OPUS 〜ALL TIME BEST 1975-2012〜』にそれぞれ収録されたほか、ライヴ・ヴァージョンがライブ・アルバム『JOY –TATSURO YAMASHITA LIVE–』に収録された。
この曲はマクセル・カセット・テープのTVコマーシャルのタイアップ曲として書かれ、更にそのコマーシャルに山下自身が出演するという企画だったため、その撮影のためのサイパン・ロケを挟んでのレコーディングだった。後に、レコーディングとライブのメンバーとなる青山純・伊藤広規・椎名和夫・難波弘之というラインアップでの最初のレコーディング曲。リズムパターンは青山・伊藤・難波の3人に山下を加えた4人で練習スタジオに行き、何日もかかって全員の意見を取り入れてリズム・パターンを決定したという。2018年にはフジテレビのドキュメンタリー番組『連続ドキュメンタリー RIDE ON TIME 〜時が奏でるリアルストーリー〜』のテーマソングとして、新たにボーカル・パートのレコーディングが行われた「RIDE ON TIME (2018 NEW VOCAL VERSION)」が使用された。
『THE RCA ⁄ AIR YEARS LP BOX 1976-1982』の「SPECIAL BONUS DISC」に詞・曲違い別ヴァージョン デモが収録されている。この当時のCMではしばしば、プレゼンテーション用に曲を2タイプ提出することが慣行とされていた。そのため、この曲にも詞・曲のまったく違う別のヴァージョンが存在する。デモ・テープ目的であるものの、ライブの終演後にメンバー全員スタジオへ直行して録音されたので、コーラスやサックス等が入っている。小杉理宇造はこのデモが気に入っていて、この曲は後に<ONE MORE TIME>という詞がつけられ、近藤真彦のシングル「永遠に秘密さ」のカップリング曲となった。
「RAINY WALK」はアルバム『MOONGLOW』からのシングルカット曲で、アルバム収録曲と同内容。アルバム直前にプロデュースを手がけたアン・ルイス用のストック曲だったが、気に入っていたので譲ってもらい、自分用に仕上げた曲だという。

## アートワーク
ジャケット裏面には当時の所属事務所“ワイルド・ハニー”の連絡先が掲載されている。

## チャート成績
シングルは50万枚を売り上げ、山下はこの曲で初めてオリコンチャート入りし、しかもベスト10入りも果たすなど文字通りのターニング・ポイントとなった。現在この曲は、いわゆるシティ・ポップスの嚆矢と位置付けられている。

## ミュージック・ビデオ
2023年、山下達郎が1976年から1982年までRCA/AIR YEARSにて発売した、アナログ盤、カセット、全8アイテムを2023年リマスター&ヴァイナル・カッティングにて5カ月連続で発売する“TATSURO YAMASHITA RCA/AIR YEARS Vinyl Collection”を記念して6月25日、1980年に放送されたマクセルUDカセットテープCM (RIDE ON TIME 朝日篇)の映像が、YouTube“TATSURO YAMASHITA RCA/AIR Official YouTube Channel”で公開された。このCM映像がYouTubeで公式に公開されるのは今回が初めてだという。さらに7月2日には、同年秋に放送されたマクセルUDカセットテープCM (RIDE ON TIME 噴煙篇)の映像が、YouTube“TATSURO YAMASHITA RCA/AIR Official YouTube Channel”で公開された。こちらは、一人アカペラ・ヴァージョンによる30秒サイズのもの。

## 収録曲

### SIDE A
1. RIDE ON TIME  –  (4:22)
  - 山下達郎 作詞 · 作曲 · 編曲
  - 日立マクセル UDカセットテープ CMソング
  - GOOD LUCK!!主題歌
  - 白河メドウゴルフ倶楽部 CMソング

### SIDE B
1. RAINY WALK  –  (5:08)
吉田美奈子 作詞 ⁄ 山下達郎 作曲 · 編曲

## クレジット
| Side A Personel                               |
| Drums : Jun Aoyama                            |
| Bass : Kohki Ito                              |
| Guitars : Kazuo Shiina, Tatsuro Yamashita     |
| Keyboards : Hiroyuki Nanba                    |
| Recording & Re-mix Engineer : Tamotsu Yoshida |
| Produced by Tatsuro Yamashita & Ryuzo Kosugi  |
|                                               |
| Thanks to maxell                              |

## BVCR-19604

### 解説
2003年、TBS系ドラマ日曜劇場『GOOD LUCK!!』の主題歌採用に際しシングル・カットされた。山下は「まさに晴天の霹靂でした。でも、曲が生き返ることはとにかくうれしいです。この気持ちは口ではとても表せません。ましてそれが『RIDE ON TIME』なんですから、なおさらです」と答えている。再発に際し、前年のRCA ⁄ AIRカタログ再発時のデジタル・リマスタリングよりもう少しシングル向けに、曲の情緒が台無しになる寸前まで音圧を上げて再度リマスタリングされている。また、カップリング曲は前回の「RAINY WALK」から「あまく危険な香り」に変更された。
シングルに揃って収録された両曲のカラオケ・ヴァージョンのうち、「RIDE ON TIME」はレコーディング当時制作されていたものの未発表だったもの。「あまく危険な香り」は今回のためのリミックス。シークレット・トラック扱いの5曲目は'80年秋にCMでオンエアされた30秒のアカペラ・ヴァージョン。コンサート・プログラム添付の『山下達郎CM全集 Vol.1 (FIRST SELECTION)』に収録後、ファンクラブ通信販売アルバム『山下達郎CM全集 Vol.2』にリミックス・ヴァージョンで再び収録された。

### アートワーク
ジャケット表面には鈴木英人のイラストがレイアウトされ、裏面には歌詞のほか、オリジナル・シングルのジャケットが掲載されている。

### 収録曲
| 全作詞・作曲: 山下達郎。 | |          |            |
| #                        | タイトル | 作詞     | 作曲・編曲 |
| 1.                       | 「RIDE ON TIME （ライド・オン・タイム） [シングル・ヴァージョン]」(TBS系ドラマ 日曜劇場「GOOD LUCK!!」主題歌) | 山下達郎 | 山下達郎   |
| 2.                       | 「あまく危険な香り」                                                                                          | 山下達郎 | 山下達郎   |
| 3.                       | 「RIDE ON TIME （カラオケ）」                                                                                 | 山下達郎 | 山下達郎   |
| 4.                       | 「あまく危険な香り （カラオケ）」                                                                             | 山下達郎 | 山下達郎   |
| 5.                       | 「RIDE ON TIME （アカペラ・ショート・ヴァージョン）」                                                         | 山下達郎 | 山下達郎   |

### クレジット

#### RIDE ON TIME （ライド・オン・タイム）[シングル・ヴァージョン]
| Words & Music by 山下達郎    |
| ©1980 FUJIPACIFIC MUSIC INC. |
|                              |

| 山下達郎   | : | - Electric Guitar (Right), Kalimba, Percussion - & Background Vocals |
| 青山純     | : | Drums                                                                |
| 伊藤広規   | : | Bass                                                                 |
| 椎名和夫   | : | Electric Guitar (Left)                                               |
| 難波弘之   | : | Keyboards                                                            |
| 土岐英史   | : | Alto Sax Solo                                                        |
| 吉田美奈子 | : | Background Vocals                                                    |
|            |   |                                                                      |
| 数原晋     | : | Trumpet                                                              |
| 岸義和     | : | Trumpet                                                              |
| 向井滋春   | : | Trombone                                                             |
| 粉川忠範   | : | Tromnbone                                                            |
| 村岡建     | : | Tenor Sax                                                            |
| 砂原俊三   | : | Baritone Sax                                                         |

#### あまく危険な香り
| ©1982, 1992 NICHION, INC  |
| Words & Music by 山下達郎 |
|                           |

| 山下達郎   | : | - Electric Guitar (Left), Acoustic Piano Solo - & Percussion |
| 青山純     | : | Drums                                                        |
| 伊藤広規   | : | Bass                                                         |
| 松木恒秀   | : | Electric Guitar (Right)                                      |
| 難波弘之   | : | Electric Piano                                               |
| 浜口茂外也 | : | Percussion                                                   |
|            |   |                                                              |
| 数原晋     | : | Trumpet                                                      |
| 小林正弘   | : | Trumpet                                                      |
| 向井滋春   | : | Trombone                                                     |
| 粉川忠範   | : | Tromnbone                                                    |
| 村岡建     | : | Tenor Sax                                                    |
| 砂原俊三   | : | Baritone Sax                                                 |
|            |   |                                                              |
| 多忠明     | : | Strings Concert Master                                       |
| 佐久間正英 | : | Strings Arrangement                                          |

### スタッフ
- Illustration : 鈴木英人

## リリース日一覧
| 地域 | タイトル                        | リリース日    | レーベル           | 規格               | 品番       |
| ---- | ------------------------------- | ------------- | ------------------ | ------------------ | ---------- |
| 日本 | RIDE ON TIME / RAINY WALK       | 1980年5月1日  | AIR ⁄ RVC          | 7"シングルレコード | AIR-503    |
| 日本 | RIDE ON TIME / あまく危険な香り | 2003年2月19日 | AIR ⁄ BMG FUNHOUSE | CD                 | BVCR-19604 |

## 収録アルバム

### RIDE ON TIME
| # | タイトル                            | リリース日    | レーベル                  | 規格        | 品番                                                  | 備考                                                                           |
| - | ----------------------------------- | ------------- | ------------------------- | ----------- | ----------------------------------------------------- | ------------------------------------------------------------------------------ |
| 1 | RIDE ON TIME                        | 1980年9月19日 | AIR ⁄ RVC                 | LP          | RAL-8501                                              | アルバム・バージョンを収録                                                     |
| 1 | RIDE ON TIME                        | 1980年9月19日 | AIR ⁄ RVC                 | CT          | RAT-8501                                              | - カセット同時発売 - アナログLPと同内容                                        |
| 2 | GREATEST HITS! OF TATSURO YAMASHITA | 1982年7月21日 | AIR ⁄ RVC                 | LP          | RAL-8803                                              | - RCA ⁄ AIRレーベルでの唯一の公認ベスト・アルバム - シングル・バージョンを収録 |
| 2 | GREATEST HITS! OF TATSURO YAMASHITA | 1982年7月21日 | AIR ⁄ RVC                 | CT          | RAT-8803                                              | - カセット同時発売 - アナログLPと同内容                                        |
| 3 | COME ALONG II                       | 1984年3月5日  | AIR ⁄ RVC                 | LP          | AIR-8005                                              | アルバム・バージョンを収録                                                     |
| 3 | COME ALONG II                       | 1984年3月5日  | AIR ⁄ RVC                 | CT          | ART-8005                                              | - カセット同時発売 - アナログLPと同内容                                        |
| 4 | OPUS 〜ALL TIME BEST 1975-2012〜    | 2012年9月26日 | MOON ⁄ WARNER MUSIC JAPAN | - 4CD - 3CD | - WPCL-11201/4【初回限定盤】 - WPCL-11205/7【通常盤】 | - オールタイム・ベスト - シングル・バージョンを収録                            |

### RAINY WALK
| # | タイトル | リリース日     | レーベル  | 規格 | 品番     | 備考                                    |
| - | -------- | -------------- | --------- | ---- | -------- | --------------------------------------- |
| 1 | MOONGLOW | 1979年10月21日 | AIR ⁄ RVC | LP   | AIR-8001 |                                         |
| 1 | MOONGLOW | 1979年10月21日 | AIR ⁄ RVC | CT   | ART-8001 | - カセット同時発売 - アナログLPと同内容 |